# Paul Cavanagh
Paul Cavanagh (Chislehurst, 8 dicembre 1888 – Londra, 15 marzo 1964) è stato un attore britannico.

## Biografia
Nato a Chislehurst, nel Kent, Paul Cavanagh studiò legge all'Università di Cambridge presso l'Emmanuel College. Trasferitosi in Canada, vestì la divisa della Polizia a cavallo del Nord Ovest e partecipò alla prima guerra mondiale, al termine della quale, dopo aver soggiornato ancora per un breve periodo in Canada, fece ritorno in Inghilterra per esercitare la professione forense. Nel 1924, trovandosi in difficoltà finanziarie dopo una serie di affari sbagliati, si dedicò al palcoscenico e intraprese definitivamente la carriera di attore, debuttando sugli schermi cinematografici britannici nel 1928 con il film Two Little Drummer Boys.
Durante la sua carriera, Cavanagh interpretò ruoli di caratterista in un centinaio di pellicole, spesso impersonando eleganti gentiluomini britannici, ma affrontando anche parti di raffinato villain. Nella prima metà degli anni trenta si trasferì a Hollywood e iniziò a interpretare ruoli di carattere in film come il melodramma Febbre di vivere (1932), accanto a John Barrymore e alla debuttante Katherine Hepburn, il poliziesco Il pugnale cinese (1933), tratto da un romanzo di S.S. Van Dine, in cui impersonò Sir Thomas MacDonald, e l'avventuroso Tarzan e la compagna (1934), nel ruolo di Martin Arlington.
Nel 1935 fu scritturato dalla Paramount Pictures per la commedia Goin' to Town, in cui ebbe il ruolo di protagonista maschile accanto alla leggendaria Mae West. Nei panni di Edward Carrington, impiegato come sovrintendente nella proprietà della ricca e influente Cleo Borden (la West), Cavanagh diede un'ottima interpretazione del gentiluomo elegante e di bell'aspetto, dai baffi ben curati e dai raffinati modi britannici, duettando con la West in spiritose sequenze ricche di battute allusive e conquistandone definitivamente i favori, quando i due si imbarcano romanticamente insieme sull'Aquitania al termine del film.
La carriera di Cavanagh proseguì con numerose interpretazioni di gentiluomini e di impeccabili militari, come il capitano Duncan MacNeil-Fraser di Passaggio a Hong Kong (1941), il commodoro Charles Brennan di Pacific Rendezvous (1942) e Lord Penrose in L'artiglio scarlatto (1944). L'anno successivo interpretò il ruolo del dottor Simon Merrivale nel poliziesco La casa del terrore (1945), accanto a Basil Rathbone e Nigel Bruce nei ruoli di Sherlock Holmes e del dottor Watson. Nello stesso anno Cavanagh apparve in un'altra pellicola del filone, La donna in verde (1945), recitando ancora accanto a Rathbone e Bruce.
Dalla seconda metà degli anni quaranta, Cavanagh apparve frequentemente in film in costume, impersonando Sir John Sedley in La freccia nera (1948), Sir Giles in Viva Robin Hood! (1950), Sir Guy de Claimont in Tales of Robin Hood (1951), il signor Alberto Di Gambetta in La grande notte di Casanova (1954), e Cavenly, consigliere del principe di Scozia in Il guanto di ferro (1954). Interpretò inoltre il ruolo di un uomo di legge, l'ispettore Stoddard, in Il figlio del Dottor Jekyll (1951), e fece due apparizioni non accreditate in Rommel, la volpe del deserto (1951), nella parte del colonnello von Hofaker, e in Gli avventurieri di Plymouth (1952), nella parte del governatore John Carver.
Dalla prima metà degli anni cinquanta, Cavanagh iniziò ad apparire regolarmente anche sul piccolo schermo, partecipando a numerose serie televisive di successo come Jungle Jim, di cui girò nove episodi tra il 1955 e il 1956 nel ruolo del "commissioner" Morrison, TV Reader's Digest (1955-1956) e Perry Mason (1957-1959). La sua ultima apparizione fu in un episodio della serie Have Gun – Will Travel, girato nel 1960, dopo il quale l'attore si ritirò definitivamente dalle scene.

## Vita privata
Padre di un figlio, avuto dal matrimonio con Katherine Layfield Luhn, Paul Cavanagh morì a Londra il 15 marzo 1964, all'età di settantacinque anni, per un attacco cardiaco.

## Filmografia

### Cinema
- Two Little Drummer Boys, regia di G.B. Samuelson (1928)
- Tesha, regia di Edwin Greenwood e Victor Saville (1928)
- The Runaway Princess, regia di Anthony Asquith e Fritz Wendhausen (1929)
- Strictly Unconventional, regia di David Burton (1930)
- Grumpy, regia di George Cukor  e Cyril Gardner (1930)
- Notte di bufera (The Storm), regia di William Wyler (1930)
- Peccato virtuoso (The Virtuous Sin), regia di George Cukor e Louis J. Gasnier (1930)
- L'uomo delle scommesse (The Devil to Pay!), regia di George Fitzmaurice (1930)
- Donna incatenata (Unfaithful), regia di John Cromwell (1931)
- Passione di mamma (Born to Love), regia di Paul L. Stein (1931)
- Always Goodbye, regia di Kenneth MacKenna e William Cameron Menzies (1931)
- Il sentiero del peccato (Trangression), regia di Herbert Brenon (1931)
- Naturich la moglie indiana (The Squaw Man), regia di Cecil B. DeMille (1931)
- Heartbreak, regia di Alfred L. Werker (1931)
- La lotteria del diavolo (Devil's Lottery), regia di Sam Taylor (1932)
- Febbre di vivere (A Bill of Divorcement), regia di George Cukor (1932)
- The Crash, regia di William Dieterle (1932)
- La principessa Nadia (Tonight Is Ours), regia di Stuart Walker (1933)
- Curtain at Eight, regia di E. Mason Hopper (1933)
- Il pugnale cinese (The Kennel Murder Case), regia di Michael Curtiz (1933)
- Il segreto di Nora Moran (The Sin of Nora Maron), regia di Philip Goldstone (1933)
- Uncertain Lady, regia di Karl Freund (1934)
- Tarzan e la compagna (Tarzan and His Mate), regia di Cedric Gibbons e, non accreditati, Jack Conway e James C. McKay (1934)
- Shoot the Works, regia di Wesley Ruggles (1934)
- Minaccia (Notorius Sophie Lang), regia di Ralph Murphy (1934)
- One Exciting Adventure, regia di Ernst L. Frank (1934)
- Menace, regia di Ralph Murphy (1934)
- Goin' to Town, regia di Alexander Hall (1935)
- La modella mascherata (Escapade), regia di Robert Z. Leonard (1935)
- Senza rimpianto (Without Regret), regia di Harold Young (1935)
- Thunder in the Night, regia di George Archainbaud (1935)
- Splendore (Splendor), regia di Elliott Nugent (1935)
- Champagne Charlie, regia di James Tinling (1936)
- Arrivano i gangsters (Crime Over London), regia di Alfred Zeisler (1936)
- Spionaggio (Café colette), regia di Paul L. Stein (1937)
- A Romance in Flanders, regia di Maurice Elvey (1937)
- Within the Law, regia di Gustav Machatý (1939)
- The Under-Pup, regia di Richard Wallace (1939)
- Reno, regia di John Farrow (1939)
- Questa donna è mia (I Take This Woman), regia di W. S. Van Dyke (1940)
- The Case of the Black Parrot, regia di Noel M. Smith (1941)
- Maisie Was a Lady, regia di Edwin L. Marin (1941)
- Shadow on the Stairs, regia di D. Ross Lederman (1941)
- Passaggio a Hong Kong (Passage to Hong Kong), regia di D. Ross Lederman (1941)
- Captains of the Clouds, regia di Michael Curtiz (1942)
- The Strange Case of Doctor Rx, regia di William Nigh (1942)
- Pacific Rendezvous, regia di George Sidney (1942)
- Eagle Squadron, regia di Arthur Lubin (1942)
- The Gorilla Man, regia di D. Ross Lederman (1943)
- The Hard Way, regia di Vincent Sherman (1943)
- Adventure in Iraq, regia di D. Ross Lederman (1943)
- L'artiglio scarlatto (The Scarlet Claw), regia di Roy William Neill (1944)
- Maisie Goes to Reno, regia di Harry Beaumont (1944)
- Il matrimonio è un affare privato (Marriage Is a Private Affair), regia di Robert Z. Leonard (1944)
- This Man's Navy, regia di William A. Wellman (1945)
- The Man in Half Moon Street, regia di Ralph Murphy (1945)
- Sherlock Holmes e la casa del terrore (The House of Fair), regia di Roy William Neill (1945)
- La donna in verde (The Woman in Green), regia di Roy William Neill (1945)
- Club Havana, regia di Edgar G. Ulmer (1945)
- Notte di paradiso (Night in Paradise), regia di Arthur Lubin (1946)
- Notte e dì (Night and Day), regia di Michael Curtiz (1946)
- Wife Wanted, regia di Phil Karlson (1946)
- La morte viene da Scotland Yard (I Killed That Man), regia di Don Siegel (1946)
- Perdutamente (Humoresque), regia di Jean Negulesco (1946)
- Disonorata (Dishonored Lady ), regia di Robert Stevenson (1947)
- La sfinge del male (Ivy), regia di Sam Wood (1947)
- Dietro la porta chiusa (Secret Beyond the Door), regia di Fritz Lang (1947)
- La freccia nera (The Black Arrow), regia di Gordon Douglas (1948)
- L'ultima sfida (The Babe Ruth Story), regia di Roy del Ruth (1948)
- Devi essere felice (You Gotta Stay Happy), regia di H.C. Potter (1948)
- Madame Bovary, regia di Vincente Minnelli (1949)
- Sterminio sul grande sentiero (The Iroquois Trail), regia di Phil Karlson (1950)
- Viva Robin Hood! (Rogues of Sherwood Forest), regia di Gordon Douglas (1950)
- Hi-Jacked, regia di Sam Newfield (1950)
- Hit Parade of 1951, regia di John H. Auer (1950)
- The Second Face, regia di Jack Bernhard (1950)
- All That I Have, regia di William F. Claxton (1951)
- Tales of Robin Hood, regia di James Tinling (1951)
- I misteri di Hollywood (Hollywood Story), regia di William Castle (1951)
- Il ribelle dalla maschera nera (The Highwayman), regia di Lesley Selander (1951)
- Rommel, la volpe del deserto (The Desert Fox), regia di Henry Hathaway (1951)
- Bride of the Gorilla, regia di Curt Siodmak (1951)
- Il figlio del Dottor Jekyll (The Son of Dr. Jekyll), regia di Seymour Friedman (1951)
- Alan, il conte nero (The Strange Door), regia di Joseph Pevney (1951)
- La donna dalla maschera di ferro (Lady in the Iron Mask), regia di Ralph Murphy (1952)
- Fuoco a Cartagena (The Golden Hawk), regia di Sidney Salkow (1952)
- Gli avventurieri di Plymouth (Plymouth Adventure), regia di Clarence Brown (1952)
- Destino a tre volti (Charade), regia di Roy Kellino (1953)
- L'avventuriero della Luisiana (Mississippi Gambler), regia di Rudolph Maté (1953)
- Il ritorno dei vendicatori (The Bandits of Corsica), regia di Ray Nazarro (1953)
- La maschera di cera (House of Wax), regia di André De Toth (1953)
- Port Sinister, regia di Harold Daniels (1953)
- I topi del deserto (The Desert Rats), regia di Robert Wise (1953)
- Fiamme a Calcutta (Flame of Calcutta), regia di Seymour Friedman (1953)
- The All American, regia di Jesse Hibbs (1953)
- La grande notte di Casanova (Casanova's Big Night), regia di Norman Z. McLeod (1954)
- Il guanto di ferro (The Iron Glove), regia di William Castle (1954)
- La legge contro Billy Kid (The Law vs. Billy the Kid), regia di William Castle (1954)
- La magnifica ossessione (Magnificent Obsession), regia di Douglas Sirk (1954)
- La spia dei ribelli (The Raid), regia di Hugo Fregonese (1954)
- Gli ussari del Bengala (Kyber Patrol), regia di Seymour Friedman (1954)
- Il figliuol prodigo (The Prodigal), regia di Richard Thorpe (1955)
- La maschera di porpora (The Purple Mask), regia di H. Bruce Humberstone (1955)
- Duello di spie (The Scarlet Coat), regia di John Sturges (1955)
- Il ladro del re (The King's Thief), regia di Robert Z. Leonard (1955)
- Diana la cortigiana (Diane), regia di David Miller (1956)
- Women Without Men, regia di Elmo Williams e Herbert Glazer (1956)
- Blonde Bait, regia di Elmo Williams (1956)
- Congiura al castello (Francis in the Haunted House), regia di Charles Lamont (1956)
- Prigionieri dell’eternità (The Who Turned the Stone), regia di Leslie Kardos (1957)
- She Devil, regia di Kurt Neumann (1957)
- God Is My Partner, regia di William F. Claxton (1957)
- In the Money, regia di William Beaudine (1958)
- The Four Skulls of Jonathan Drake, regia di Edward L. Cahn (1959)
- The Beat Generation, regia di Charles F. Haas (1959)

### Televisione
- The Magnavox Theatre – serie TV, 1 episodio (1950)
- Squadra mobile (Racket Squad) – serie TV, 1 episodio (1951)
- Mr. and Mrs. North – serie TV, 1 episodio (1952)
- Le inchieste di Boston Blackie (Boston Blackie) – serie TV, episodio 2x04 (1952)
- Chevron Theatre – serie TV, 1 episodio (1952)
- ABC Album – serie TV, 1 episodio (1953)
- The Lone Wolf – serie TV, 1 episodio (1954)
- The Pepsi-Cola PLayhouse – serie TV, 1 episodio (1954)
- Adventures of Falcon – serie TV, episodio 1x04 (1954)
- City Detective – serie TV, 2 episodi (1954-1955)
- Four Star Playhouse – serie TV, 1 episodio (1955)
- Letter to Loretta – serie TV, 1 episodio (1955)
- Space Patrol – serie TV, 2 episodi (1955)
- The Millionaire – serie TV, 1 episodio (1955)
- Climax! – serie TV, episodio 1x18 (1955)
- Lux Video Theatre – serie TV, 1 episodio (1955)
- Willy – serie TV, 1 episodio (1955)
- Lassie – serie TV, 1 episodio (1955)
- Jungle Jim – serie TV, 9 episodi (1955-1956)
- The George Burns and Gracie Allen Show – serie TV, 1 episodio (1956)
- Crossroads – serie TV, episodio 1x36 (1956)
- Matinee Theatre – serie TV, 1 episodio (1956)
- TV Reader's Digest – serie TV, 4 episodi (1955-1956)
- Il conte di Montecristo (The Count of Monte Cristo) – serie TV, 2 episodi (1956)
- Hey, Jeannie! – serie TV, 1 episodio (1956)
- The Adventures of Jim Bowie – serie TV, 1 episodio (1957)
- December Bride – serie TV, 2 episodi (1954-1957)
- Date with the Angels – serie TV, 1 episodio (1957)
- Il sergente Preston (Sergeant Present of the Yukon) – serie TV, 1 episodio (1957)
- Adventures of Superman – serie TV, 1 episodio (1958)
- Tombstone Territory – serie TV, 1 episodio (1958)
- Harbor Command – serie TV, episodio 1x32 (1958)
- La pattuglia della strada (Highway Patrol) – serie TV, 1 episodio (1958)
- Northwest Passage – serie TV, 1 episodio (1958)
- Perry Mason – serie TV, 2 episodi (1957-1959)
- Border Patrol – serie TV, 1 episodio (1959)
- Have Gun - Will Travel – serie TV, episodio 3x27 (1960)

## Doppiatori italiani
- Giorgio Capecchi in Notte e dì, Madame Bovary, L'avventuriero della Luisiana
- Mario Pisu in La maschera di cera
- Gaetano Verna in Dietro la porta chiusa
- Arturo Dominici in La donna in verde
- Gianni Marzocchi in  Sherlock Holmes e la casa del terrore
- Aldo Silvani in Disonorata
- Sandro Ruffini in La magnifica ossessione
- Manlio Busoni in I misteri di Hollywood
- Lauro Gazzolo in La spia dei ribelli
- Amilcare Pettinelli in La maschera di porpora